# Detmer ten Have jr.
Detmer ten Have (Midwolda, 21 april 1895 – 31 augustus 1974) was burgemeester van Zuidbroek en waarnemend burgemeester van Muntendam tijdens de Tweede Wereldoorlog. 

## Biografie
Detmer ten Have werd geboren te Midwolda, waar zijn vader veearts was. Hij was een zoon van Menno Bernardus ten Have en IJtje Udema. Hij trouwde in 1919 te Noordbroek met Eweline Jurrine van Deen (1897-1985).
Hij bezocht het gymnasium te Winschoten, doch koos later het beroep van landbouwer en kwam als volontair bij zijn oom te Zuidbroek op de boerderij. In 1912 en 1913 bezocht hij de Rijkslandbouwwinterschool te Groningen. Hij exploiteerde vanaf 1919 zelf een boerderij. Hij was actief in diverse verenigingen. Zo was hij onder meer voorzitter van de Coöperatieve Zuivelfabriek te Zuidbroek, van de Coöp. Dorschvereeniging Noord- en Zuidbroek en bestuurslid van den Bond van Coöp. Zuivelfabrieken in Groningen. 
Ten Have werd in 1933 lid van de NSB en was sinds 1934 groepsleider. In augustus 1943 werd Ten Have benoemd tot burgemeester van Zuidbroek en op 25 september 1943 geïnstalleerd. Met zijn toespraak liet Ten Have zich kennen als overtuigd collaborateur en nationaalsocialistisch burgemeester. De vertegenwoordiger van de Commissaris van de provincie Groningen refereerde hierbij aan de gesneuvelde zoon van Ten Have, SS Sturmmann Menno Bernardus ten Have (1919-1942), die aan het Oostfront sneuvelde. Nadat de “Ondergrondse” in Muntendam burgemeester Willem Pot in september 1944 gevangen nam, werd Ten Have ook (waarnemend) burgemeester van Muntendam.
Met de bevrijding van Zuidbroek en Muntendam (14 april 1945) kwam een einde aan het bewind van Ten Have; in november van dat jaar kreeg hij oneervol ontslag.
Ten Have werd na de Bevrijding gedetineerd, deed werk als huisknecht in het Sint-Ignatiuscollege te Valkenburg en moest april 1948 voor de Vierde Kamer van het Tribunaal Groningen te Veendam verschijnen, waar hem 29 punten ten laste werden gelegd, waaronder enkele gevallen van bedreiging en mishandeling. Ter verdediging werd aangevoerd dat hij ook aan mensen hulp had verleend, zich gematigd had opgesteld en als een gebroken man uit de oorlog was gekomen. Hij werd veroordeeld tot zesenhalf jaar gevangenisstraf met aftrek van voorarrest, ontzegging uit het actief en passief kiesrecht en een boete van fl. 10.000.
Ter nagedachtenis aan de aan het Oostfront gesneuvelde zoon werd de boerderij in 1949 omgedoopt tot Menno Heem, een betiteling die tot in de jaren '80 op de gevel bleef staan.
1. ↑  De Noord-Ooster, 24 april 1948.
2. ↑  De Noord-Ooster, 8 mei 1948.
3. ↑  De zoon en bedrijfsopvolger huwde in 1949 de dochter van een veroordeelde NSB'er uit Bellingwolde. Winschoter Courant, 25 april en 8 mei 1946, 18 februari en 15 oktober 1949.